# Herniman-Gletscher
Der Herniman-Gletscher ist ein 2 km langer und ebenso breiter Gletscher im Nordwesten der westantarktischen James-Ross-Insel. Er fließt in nordwestlicher Richtung zur Röhss-Bucht.
Das UK Antarctic Place-Names Committee benannte ihn 2012. Namensgeber ist Simon Herniman, von 2003 bis 2009 Feldforschungsassistent des British Antarctic Survey, der in dieser Zeit an der Gewinnung von Eisbohrkernen auf der Berkner-Insel beteiligt und zudem in den Jahren 2008 und 2009 Leiter der Arktisstation in Ny-Ålesund war.